# Azione Democratica (Filippine)
Azione Democratica (in filippino Aksyon Demokratiko o semplicemente Aksyon) è un partito politico filippino di centro, fondato nel 1997 dal senatore Raul Roco.
Ha sostenuto Roco sia nelle elezioni presidenziali del 1998 che in quelle del 2004. Ha inoltre dato l'appoggio esterno al governo Aquino (2010-2016).